# Relaps
Cet article possède un paronyme, voir Relapse.

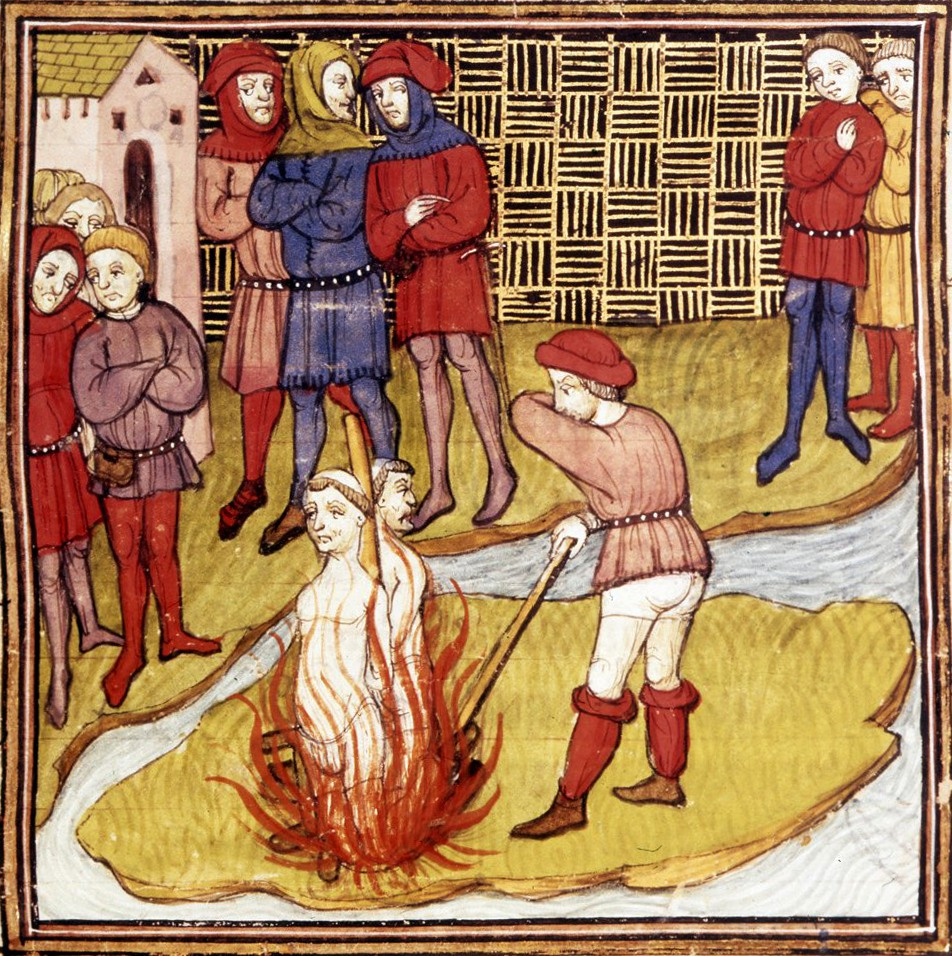
Jacques de Molay et Geoffroy de Charnay sur le bûcher, miniature du Maître de Virgile, Grandes Chroniques de France (v. 1380), British Library.

Un relaps (prononcé [ʁə.laps] ; au féminin une relapse) est un catholique retombé dans ce que l'Église catholique considère comme une hérésie alors qu'il y avait solennellement renoncé.

## Signification
Le terme est issu du latin médiéval relapsus : « retombé dans l'hérésie » (littéralement, « tombé en arrière »).
Au IIe siècle du christianisme, nombre d'hétérodoxies furent qualifiées d'hérésies parce que jugées trop dures face aux relaps ou aux simples apostats dont ils refusaient absolument le retour dans la communion de l'Eglise[pas clair], tels les novatiens (Syrie), les mélétiens (Égypte) ou encore les donatistes (Maghreb).

## Histoire

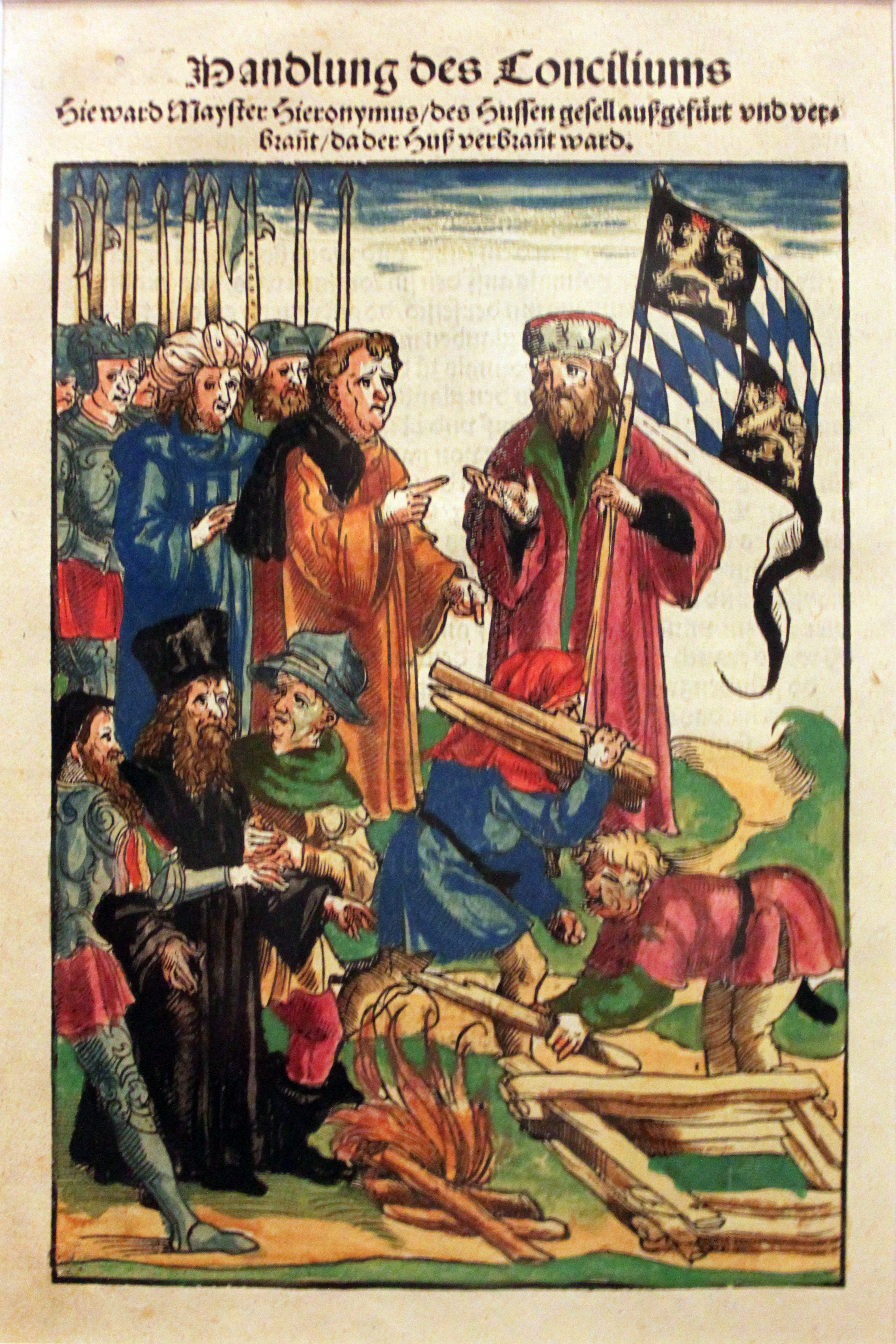
Jérôme de Prague sur le bûcher, par Jörg Breu l'Ancien (1536).

Jacques de Molay, dernier grand maître de l'ordre du Temple, fut exécuté comme relaps après être revenu sur les aveux qu'il avait consentis sous la torture.
Jérôme de Prague, après avoir abjuré la doctrine de Wyclif et de Hus en septembre 1415, déclara qu'il avait menti et se repentit le 24 mai 1416 devant ses juges. Il fut brûlé vif comme relaps le 30 mai 1416.
Jeanne d'Arc fut exécutée le 31 mai 1431 comme relaps pour avoir — malgré sa promesse — porté des vêtements d'homme, bien que ses vêtements féminins lui eussent été retirés.
Henri IV, protestant qui se convertit au catholicisme puis revint au protestantisme, fut traité de « laps et relaps ».
D'une façon générale, l'Inquisition soupçonnait les conversos d'être relaps et de « judaïser en secret ».